# Prasat Ban Ben

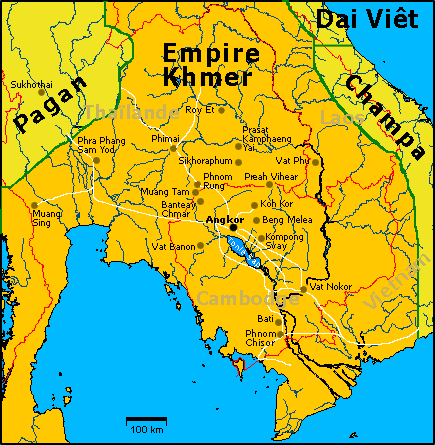
Principaux sites khmers

Le Prasat Ban Ben est un sanctuaire khmer situé en Thaïlande, dans la province de Ubon Ratchathani. Construit en briques et en grès, sur une base en latérite, il remonterait au XIe siècle environ. Il est composé de trois tours en briques faisant face à l'est et reposant sur une base de latérite. Une seule entrée ou gopura mène au sanctuaire. À l'est de cet ensemble, en dehors du mur d'enceinte, se trouvent les ruines d'un bâtiment carré, flanqué de poches sur les quatre côtés. On a trouvé sur le site des linteaux représentant le dieu Indra sur sa monture Airavata (ou Erawan).

## Photographies

Panoramas
Vue de l'est; on aperçoit les restes d'un bâtiment carré à quatre porches
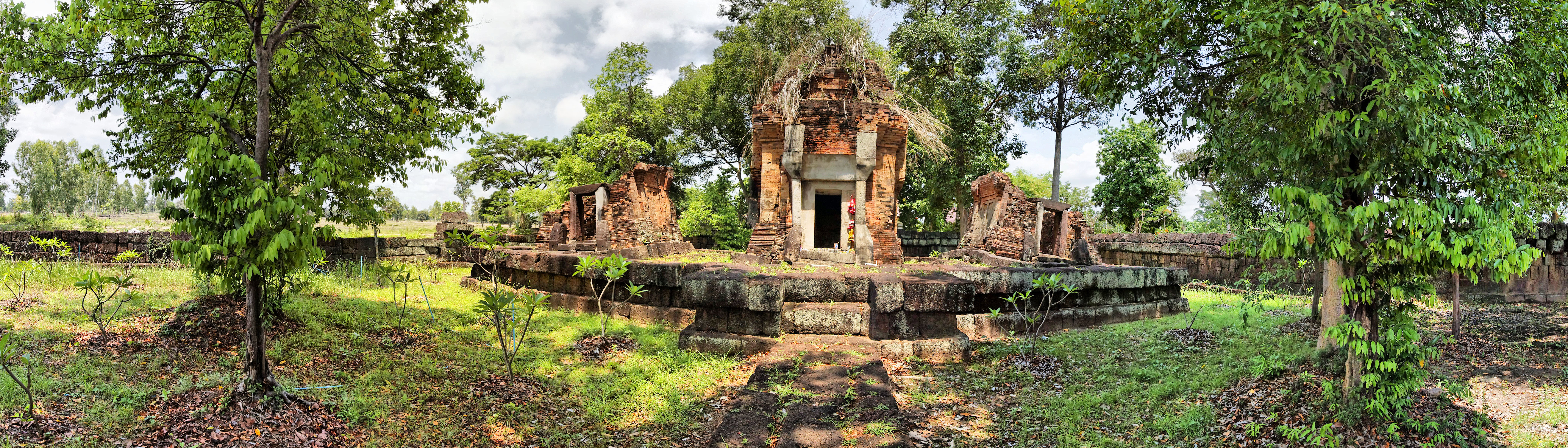
Vue panoramique montrant la tour principale et les ruines des deux autres tours

Photos
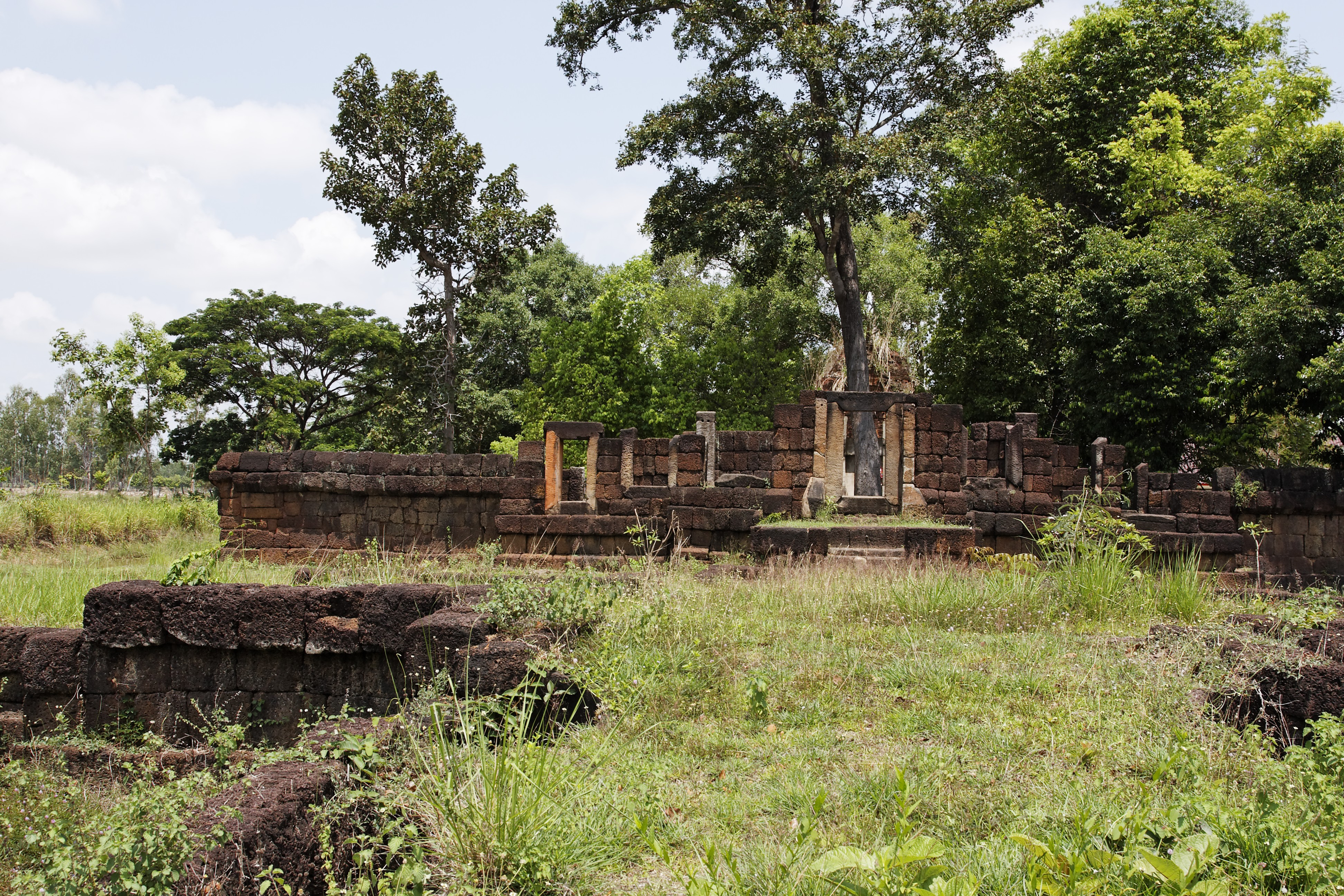
Vue du Gopura
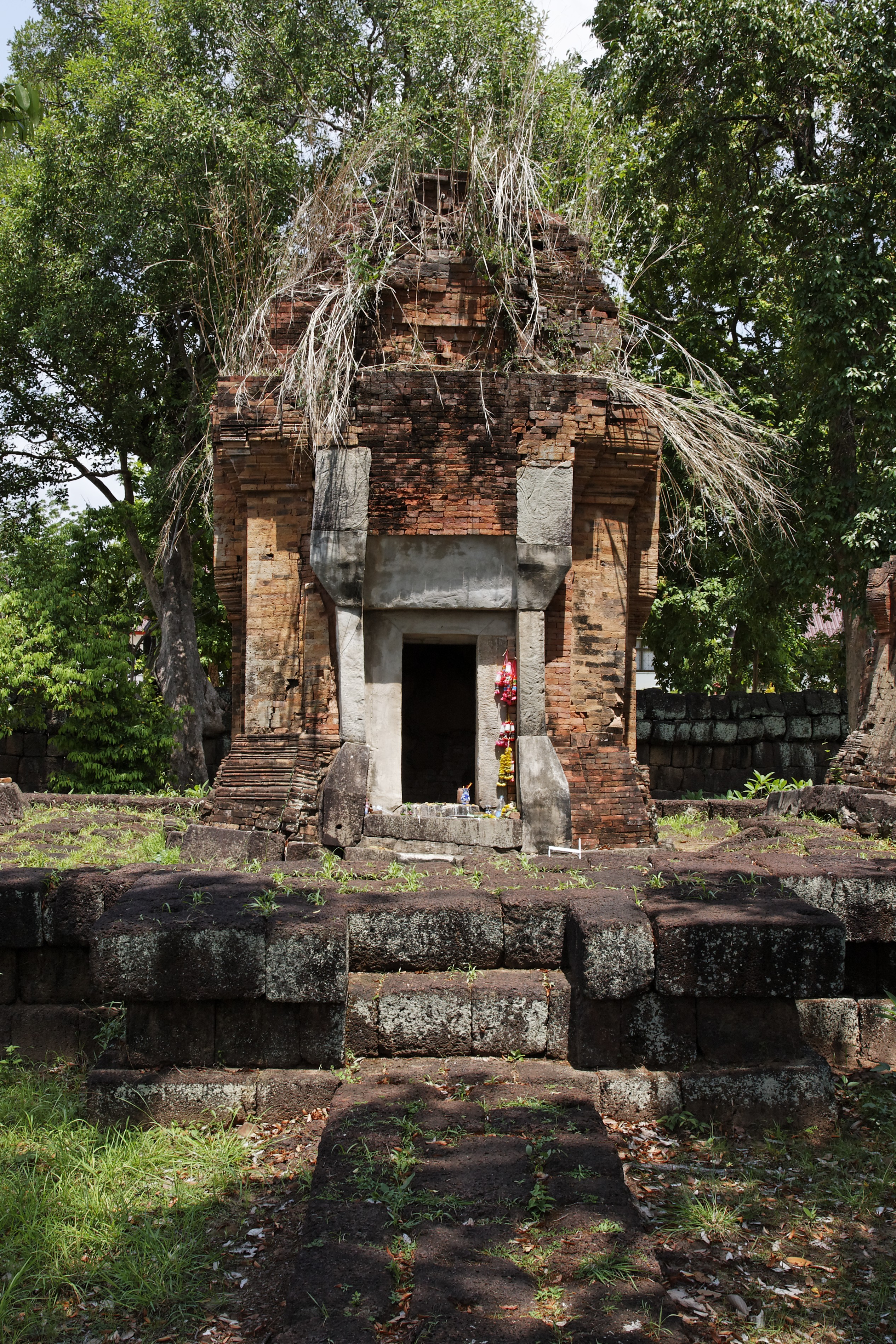
La tour principale
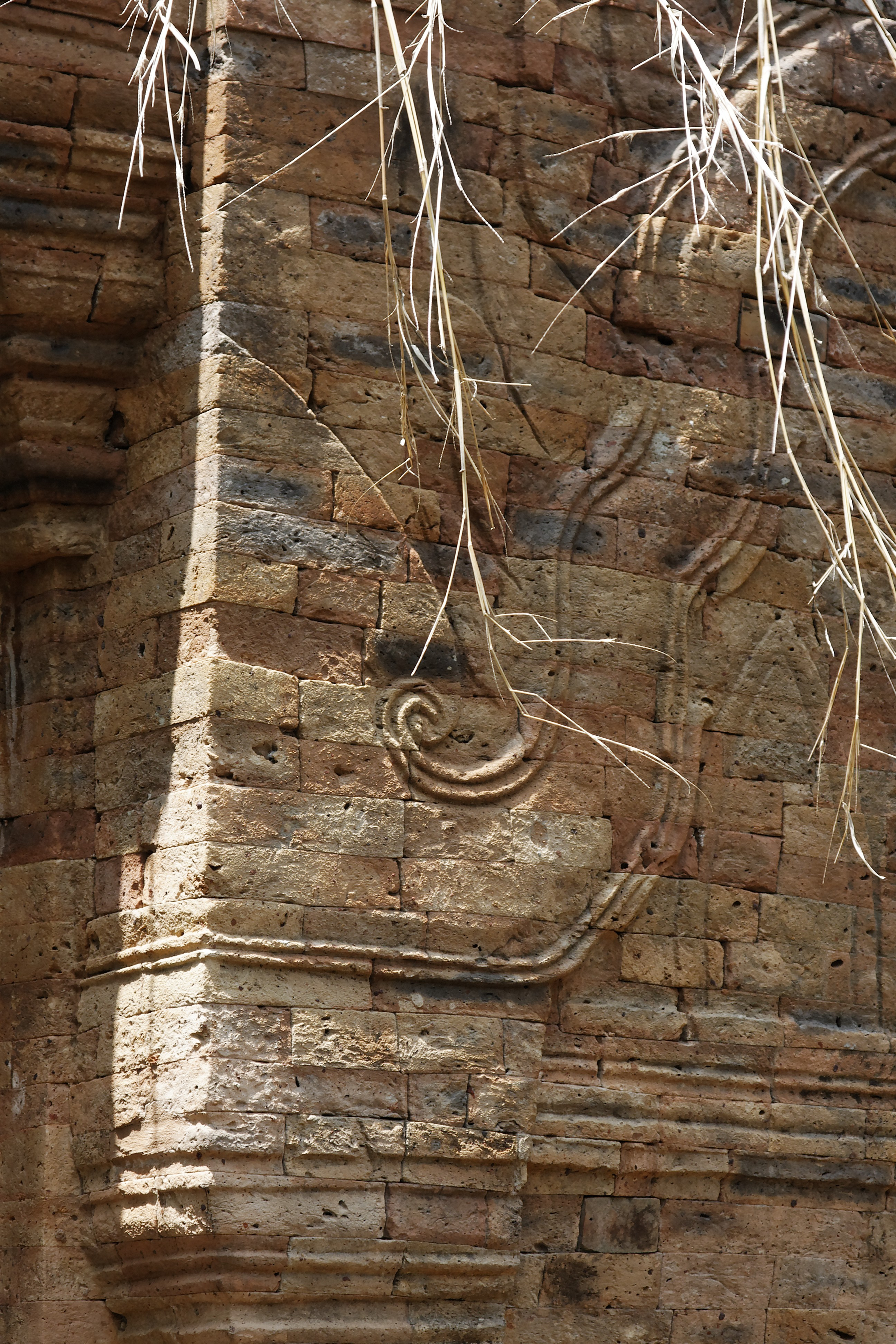
Détail de la tour principale, représentation de Nagas
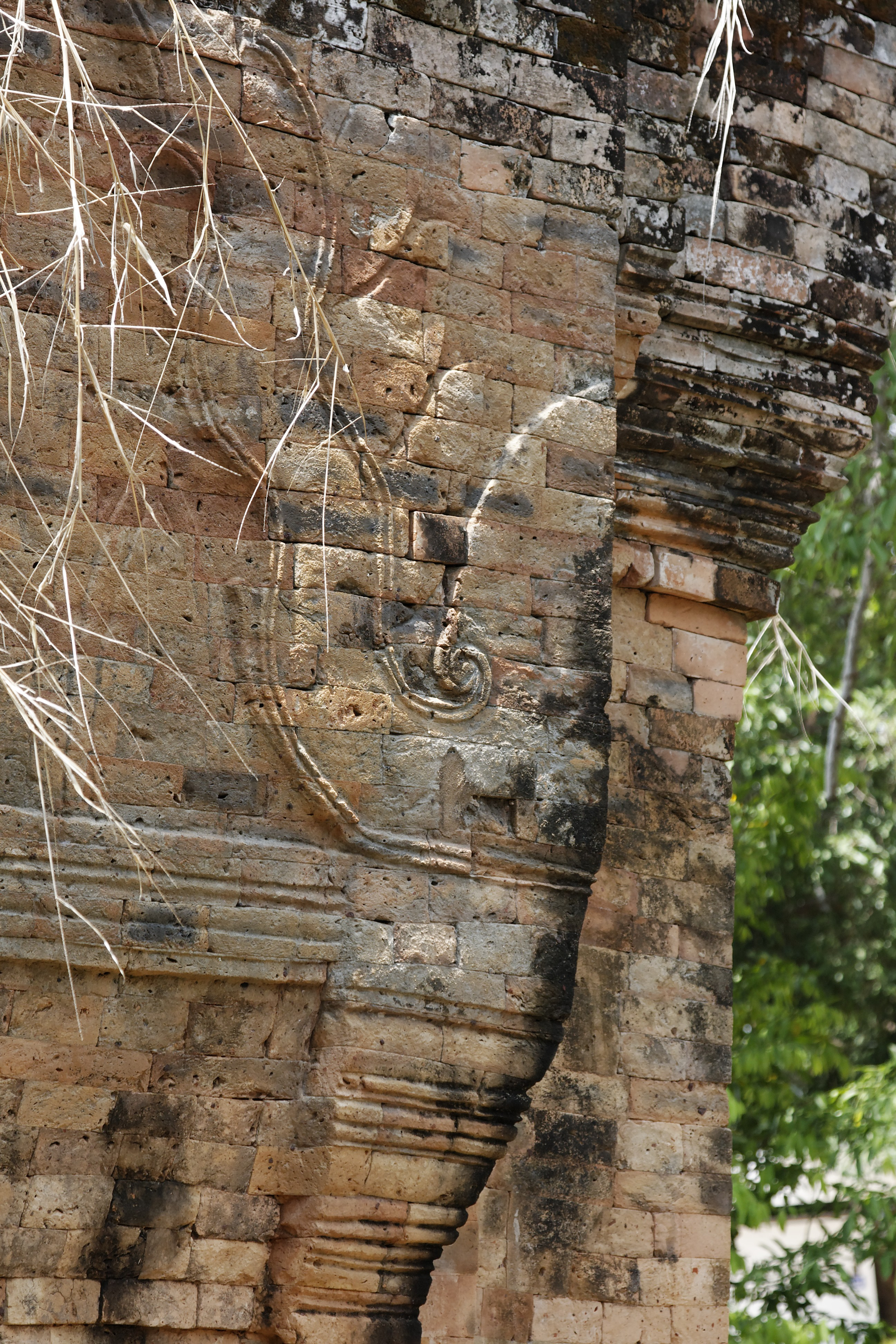
Détail de la tour principale, représentation de Nagas
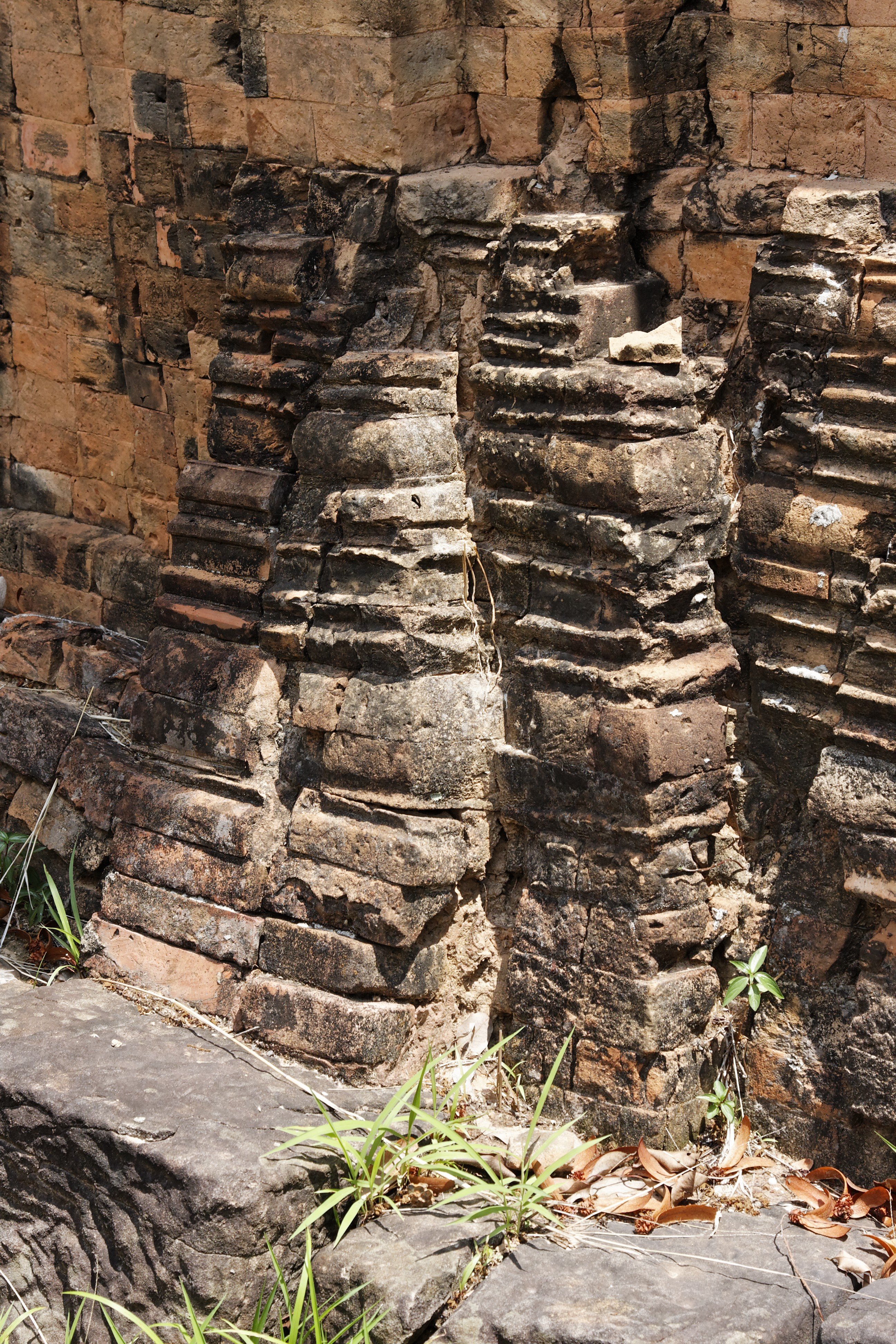
Base de la tour principale
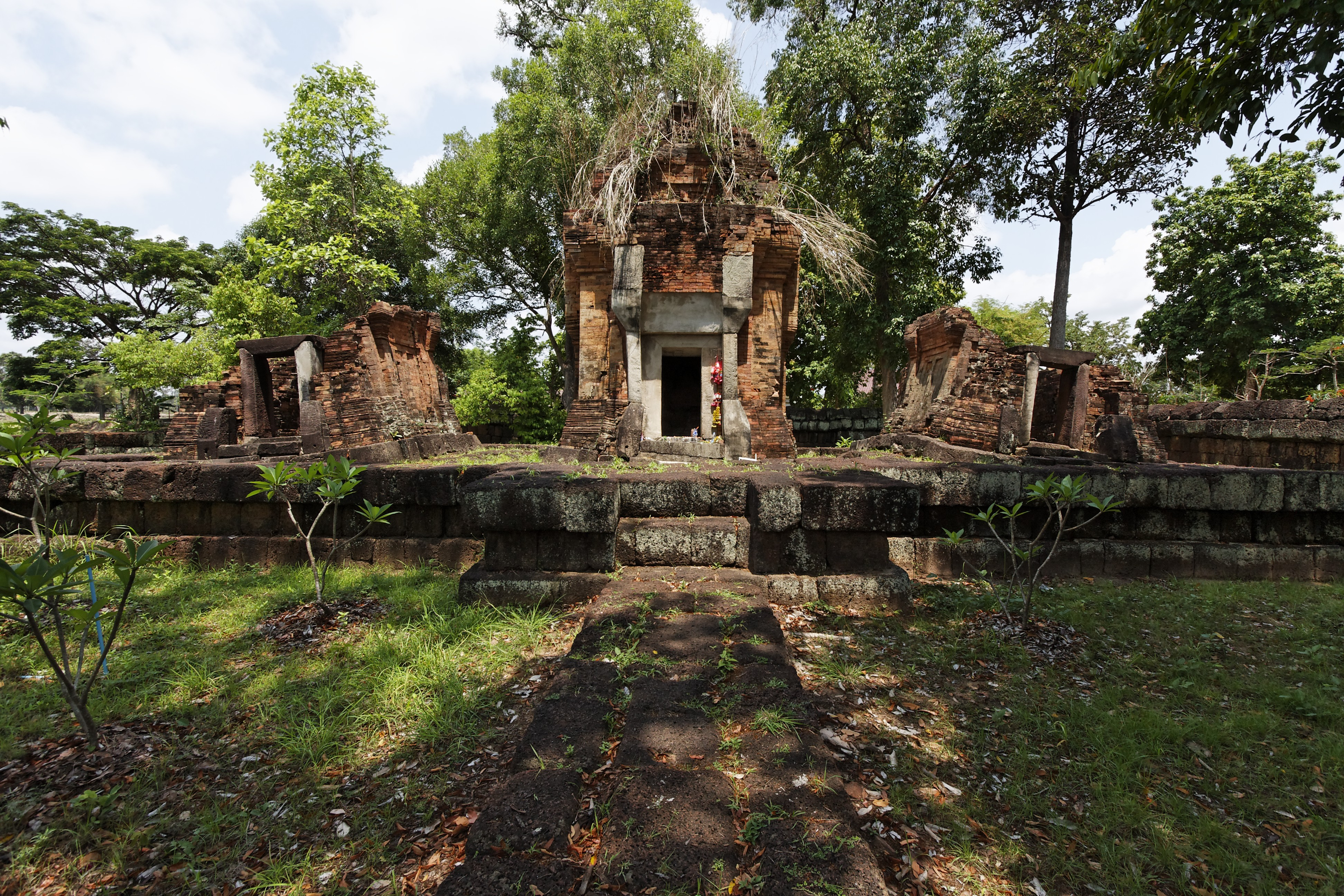
Vue des trois tours
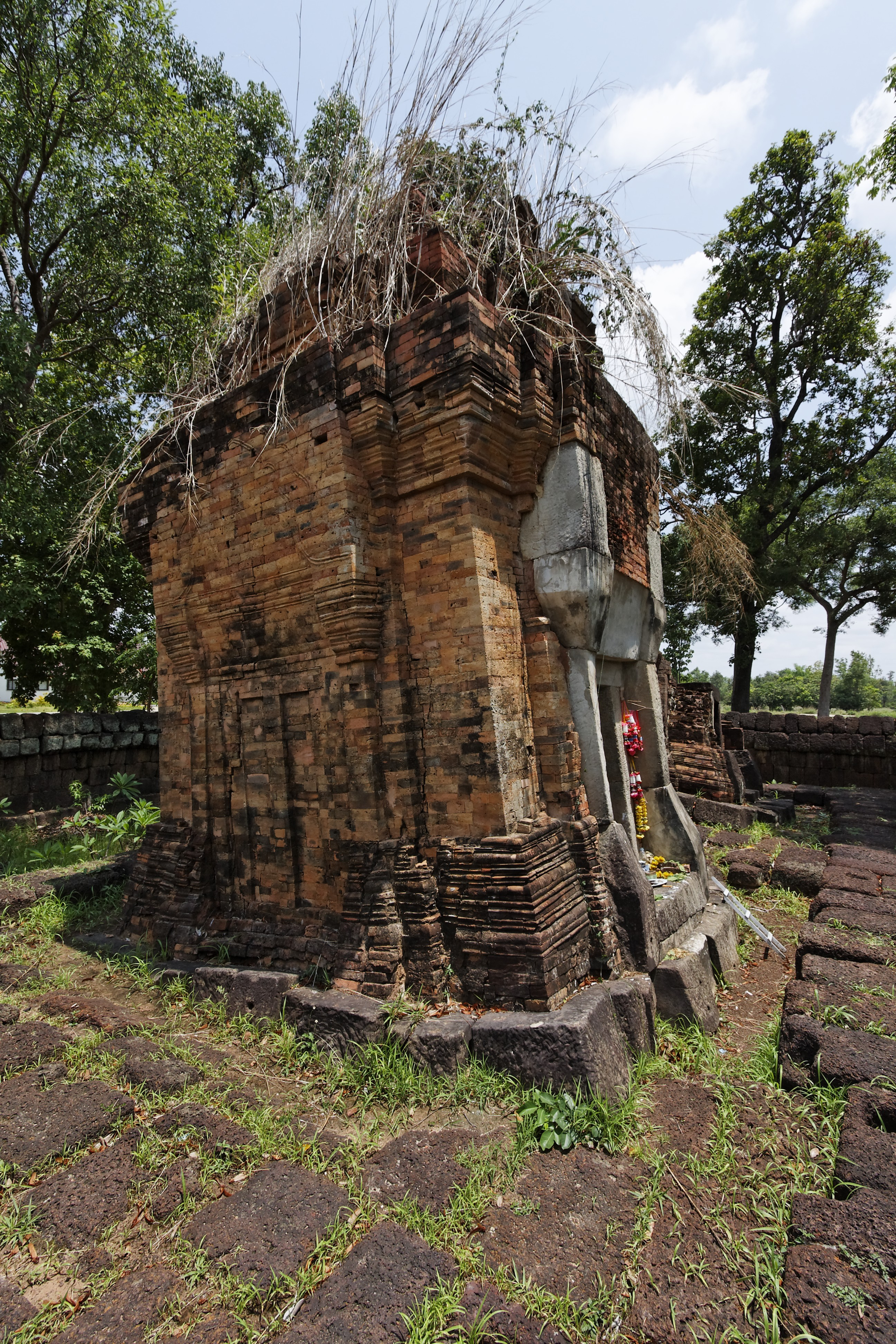
La tour principale en briques
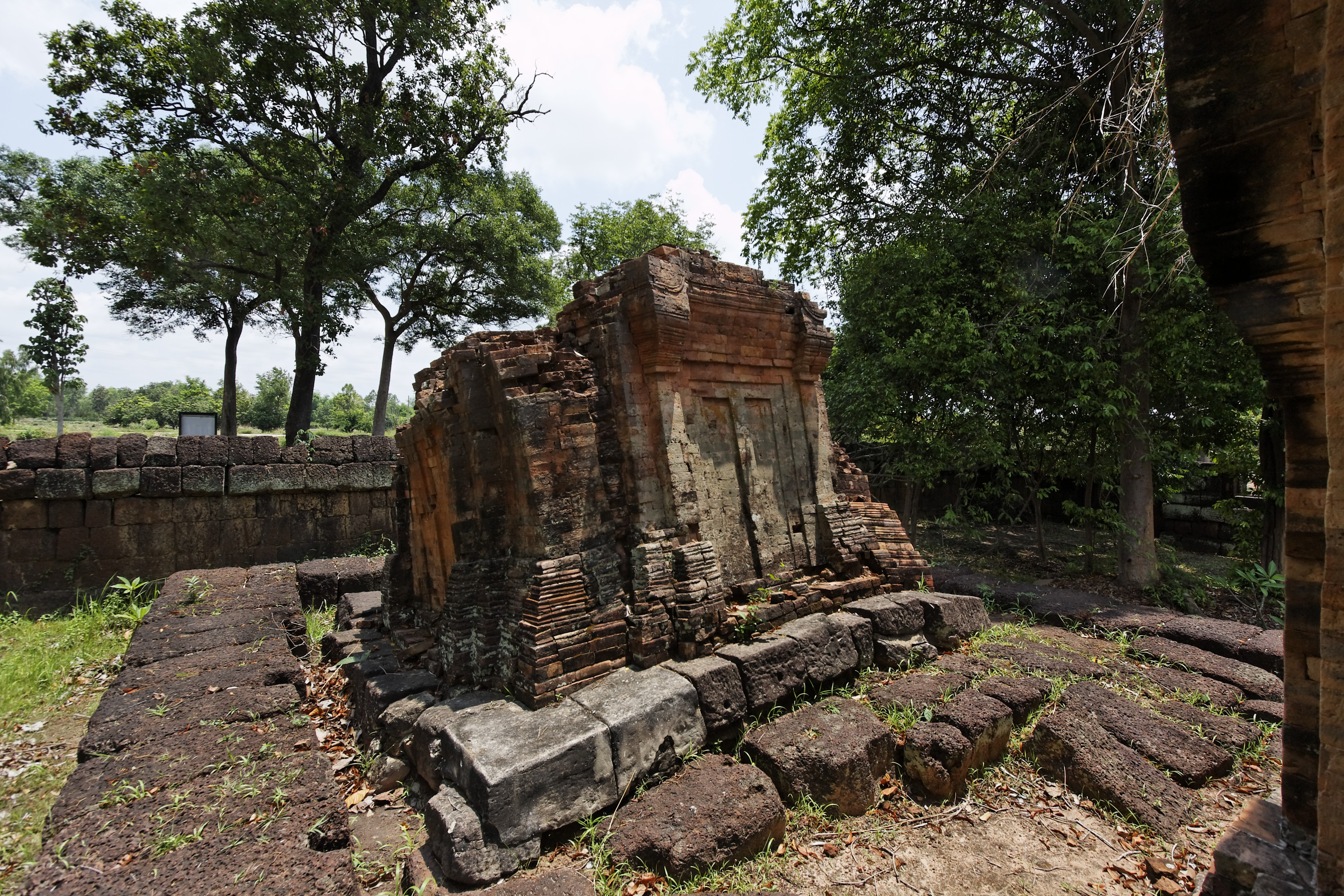
La tour nord
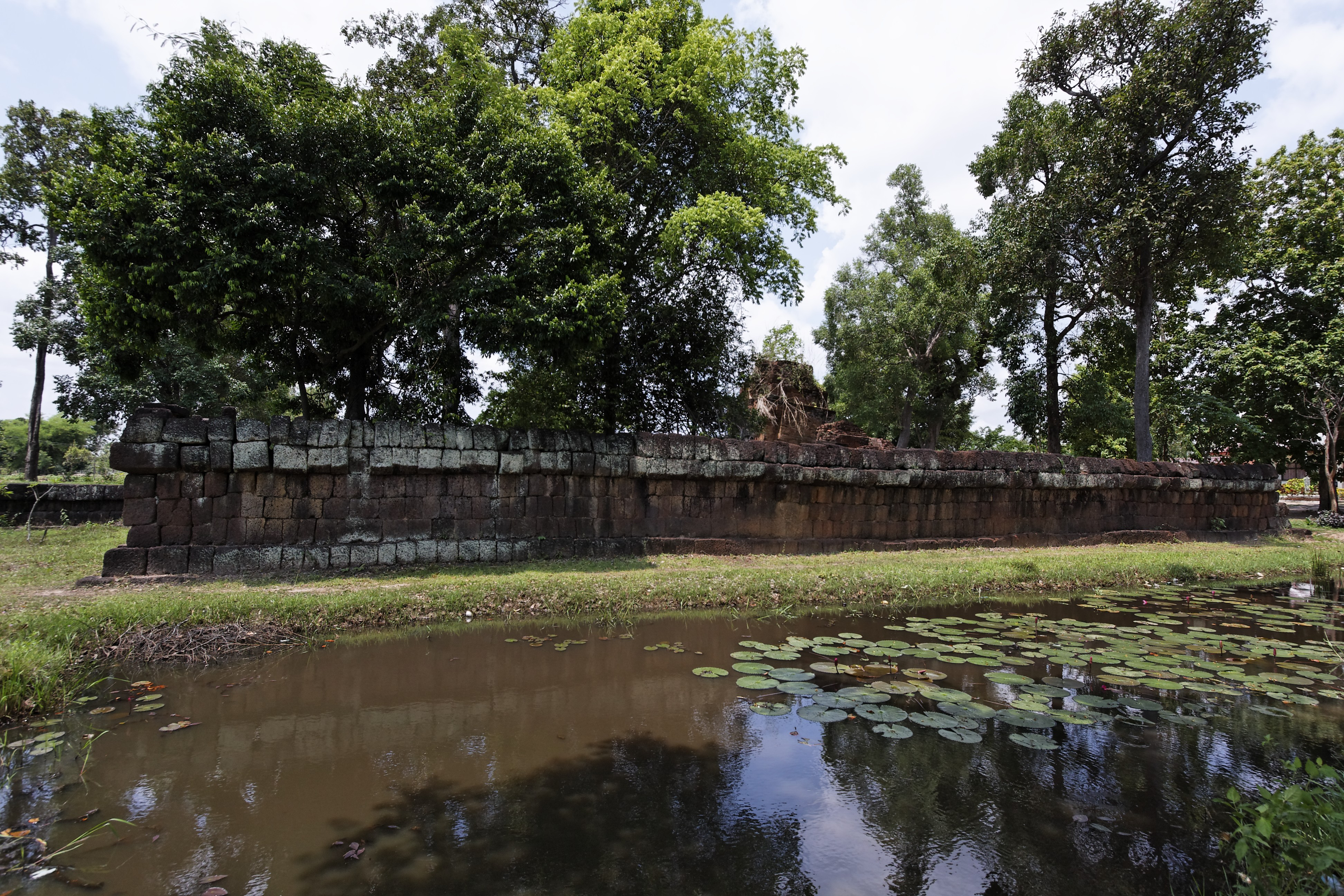
Vue de l'un des bassins
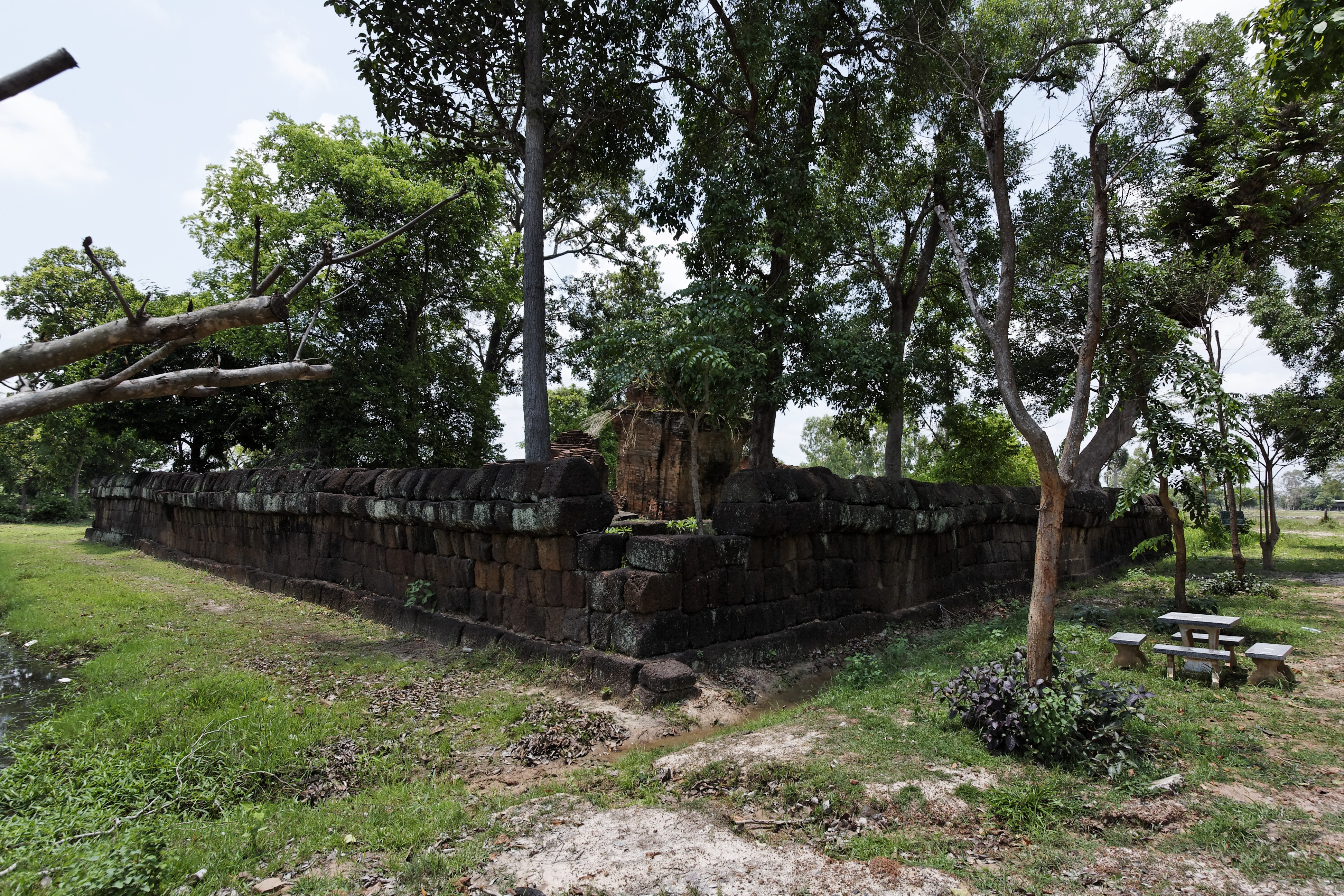
Vue depuis le sud-ouest